# Jurn Booltink
Jurn Booltink (21 januari 1987) is een Nederlands trampolinespringer.

## Loopbaan
Booltink werd kampioen op het Nederlands kampioenschap trampoline in zowel de C- als B-klasse. In 2004 plaatste hij zich als eerste voor het NK trampoline Jongens A-klasse. Op het NK zelf werd hij tweede bij de Jongens A.
In 2005, zijn eerste jaar bij de Senioren A, werd hij vijfde op het NK. In 2007 werd Booltink vierde op het NK trampoline bij Senioren Heren A-klasse. In 2007 werd hij voor de eerste maal Nederlands kampioen op het onderdeel dubbelminitramp. Verder behaalde Booltink diverse finaleplaatsen op buitenlandse wedstrijden en won hij diverse medailles in zijn jeugd- en seniorentijd zowel in binnen- als buitenland.
In 2014 debuteerde Booltink op het wereldkampioenschap in Daytona Beach (Florida) op de dubbele minitrampoline. Hij eindigde als 21e.
Na vele nationale en internationale titels besluit Booltink, de regerend Nederlands kampioen, definitief te stoppen per 1-1-2022.